# 톈산붉은등밭쥐
톈산붉은등밭쥐(Myodes centralis)는 비단털쥐과에 속하는 설치류이다. 중국과 키르기스스탄에서 발견된다.